# Ципарі
Ципарі (рум. Țipari) — село у повіті Тіміш в Румунії. Входить до складу комуни Коштею.
Село розташоване на відстані 364 км на північний захід від Бухареста, 48 км на схід від Тімішоари.

## Населення
За даними перепису населення 2002 року у селі проживали 820 осіб.
Національний склад населення села:
| Національність | Кількість осіб | Відсоток |
| -------------- | -------------- | -------- |
| угорці         | 468            | 57,1%    |
| румуни         | 334            | 40,7%    |
| цигани         | 12             | 1,5%     |

Рідною мовою назвали:
| Мова      | Кількість осіб | Відсоток |
| --------- | -------------- | -------- |
| угорська  | 478            | 58,3%    |
| румунська | 339            | 41,3%    |